# Анаперо смугастохвостий
Анапе́ро смугастохвостий (Nyctiprogne leucopyga) — вид дрімлюгоподібних птахів родини дрімлюгових (Caprimulgidae). Мешкає в Амазонії.

## Опис
Довжина птаха становить 16-20 см, самці важать 23-24 г, самиці 23-26 г. Довжина крила становить 135 мм, хвоста 95 мм, дзьоба 5 мм. Верхня частина тіла сірувато-коричнева, поцяткована світло-коричневими, чорнувато-бурими, охристими і рудувато-коричневими плямками і смужками. "Комір" на шиї відсутній. Махові пера чорнувато-бурі, поцятковані рудувато-коричневими смужками. На горлі з боків невеликі білі плямки. Груди коричневі, поцятковані світло-коричневими смужками. Стернові пера темні, поперек хвоста проходить біла смуга.

## Підвиди
Виділяють п'ять підвидів:
- N. l. exigua Friedmann, 1945 — східна Колумбія і південна Венесуела;
- N. l. pallida Phelps & Phelps Jr, 1952 — північно-східна Колумбія, західна і центральна Венесуела;
- N. l. leucopyga (Spix, 1825) — від східної Венесуели до Французької Гвіани і північної Бразилії;
- N. l. latifascia Friedmann, 1945 — крайній південь Венесуели;
- N. l. majuscula Pinto & Camargo, 1952 — північний схід Перу, північ і схід Болівії, захід і центр Бразилії.

## Поширення і екологія
Смугастохвості анаперо мешкають у Венесуелі, Колумбії, Еквадорі, Перу, Болівії, Парагваї, Гаяні, Французькій Гвіані та в Бразилії. Вони живуть у вологих рівнинних тропічних лісах, на узліссях, у вологих саванах, на болотах, на берегах річок і озер. Зустрічаються на висоті до 500 м над рівнем моря. Живляться комахами, яких ловлять в польоті, іноді великими згрями. Сезон розмноження у Венесуелі триває з січня по березень. Відкладають яйця в неглибоку ямку на землі.